# Ангелос Харістеас
Ангелос Харістеас (грец. Άγγελος Χαριστέας) (9 лютого 1980, Серрес, Греція) — грецький футболіст, Нападник, виступав, зокрема за німецький Нюрнберга та національну збірну Греції. Автор переможного м'яча впродовж фінального поєдинку на Чемпіонаті Європи 2004 року.

## Спортивна кар'єра
З дев'яти років Ангелос Харістеас займався з педагогом музикою, а потім став професійним музикантом — виступав в ансамблі в рідному Серессе, граючи на бузукі. Футбольну кар'єру почав у складі аматорського, поза лігами, клубу рідного Серреса «Стрімонікос Серрон». У 1997 році підписав перший професійний контракт із салонікським «Арісом». У 1999 році у складі «Аріса» дебютував у єврокубках.
Влітку 2002 року перейшов в німецький «Вердер» за 3 мільйони євро. У 2004 році в складі «Вердера» став чемпіоном Німеччини. У 2005 році перейшов в «Аякс». Амстердамський клуб бачив у ньому заміну Златану Ібрагімовичу. Після зміни тренера в клубі опинився в запасі і перейшов до «Феєнорда», однак і там не закріпився.
6 липня 2007 уклав контракт з німецьким «Нюрнбергом». У лютому 2009 року орендований у клуба Байєром до кінця сезону. У першому матчі забив один м'яч, але «Байєр» поступився «Штутгарту» 2:4.
За національну збірну Греції виступає з 2001 року, у складі якої дебютував у лютому в товариському матчі з Росією (3:3), відзначився дублем. Чемпіон Європи 2004 року. На Євро-2004 форвард відзначився тричі, причому два його голи виявилися переможними. Завдяки м'ячу у ворота Франції греки вийшли в півфінал, а у фіналі Ангелос забив єдиний та переможний гол у матчі проти Португалії. Учасник Чемпіонату Європи 2008 та Чемпіонату світу 2010 року в ПАР.

## Титули і досягнення
- Володар Кубка Нідерландів (1):

«Аякс»: 2005-06
- Володар Суперкубка Нідерландів (1):

«Аякс»: 2005
- Чемпіон Німеччини (1):

«Вердер»: 2003-04
- Володар Кубка Німеччини (2):

«Вердер»: 2003-04
«Шальке 04»: 2010-11
- Чемпіон Європи (1):

Греція: 2004